# DSpace
DSpace — пакет вільного/відкритого програмного забезпечення що забезпечує інструменти для керування цифровими активами, і зазвичай використовується як основа для колективних архівів.
Це ПЗ також пропагується як платформа для цілей цифрового зберігання. Від першого виходу у 2002, спершу як продукт альянсу HP-MIT, DSpace був встановлений і використовується у понад 1400 установах по всьому світу , від великих університетів до невеличких освітніх коледжів, культурних організацій та дослідницьких центрів. DSpace підтримує широку різноманітність даних, зокрема книги, тези, 3D сканування об'єктів, фотографії, фільми, відео, набори дослідницьких даних та інші форми вмісту. ПЗ розповсюджується під ліцензією BSD, котра дозволяє користувачам налаштовувати та розширювати програмне забезпечення за їхніми потребами.

## Історія
Перша версія DSpace була випущена у листопаді 2002 після об'єднаних зусиль розробників від MIT та лабораторії HP у Кембриджі, Массачусетс.  

## Фонд DSpace
17 липня 2007 компанія HP та Массачусетський технологічний інститут оголосили про створення Фонду DSpace, некомерційної організації, яка буде забезпечувати керівництво та підтримку для спільноти DSpace.

## DuraSpace
12 травня 2009 Fedora Commons та Фонд DSpace об’єднали їхні організації щоб продовжувати спільну справу. Спільна некомерційна організація називається DuraSpace. Місією DuraSpace  є забезпечення впровадження інновацій та лідерства з використанням технологій відкритого коду та хмара-технологій у першу чергу для бібліотек, університетів, дослідницьких центрів й культурних організацій. DuraSpace забезпечує керівництво та підтримку як для DSpace так і Fedora.

## Технологія
DSpace написано на Java та JSP з використанням Java Servlet Framework.  Воно використовує реляційну базу даних та підтримує використання PostgreSQL та Oracle. У наш час[коли?] підтримуються два основні вебінтерфейси — класичний (JSPUI), що використовує JSP та Java Servlet API, а також новий інтерфейс (XMLUI) на основі Apache Cocoon з використаннмя XML та XSLT технологій. DSpace-записи доступні в основному через вебінтерфейс, але також підтримується протокол OAI-PMH вер. 2.0 і є можливість експорту пакунків METS (стандарт кодування і передачі метаданих).